# Sollefteå läger

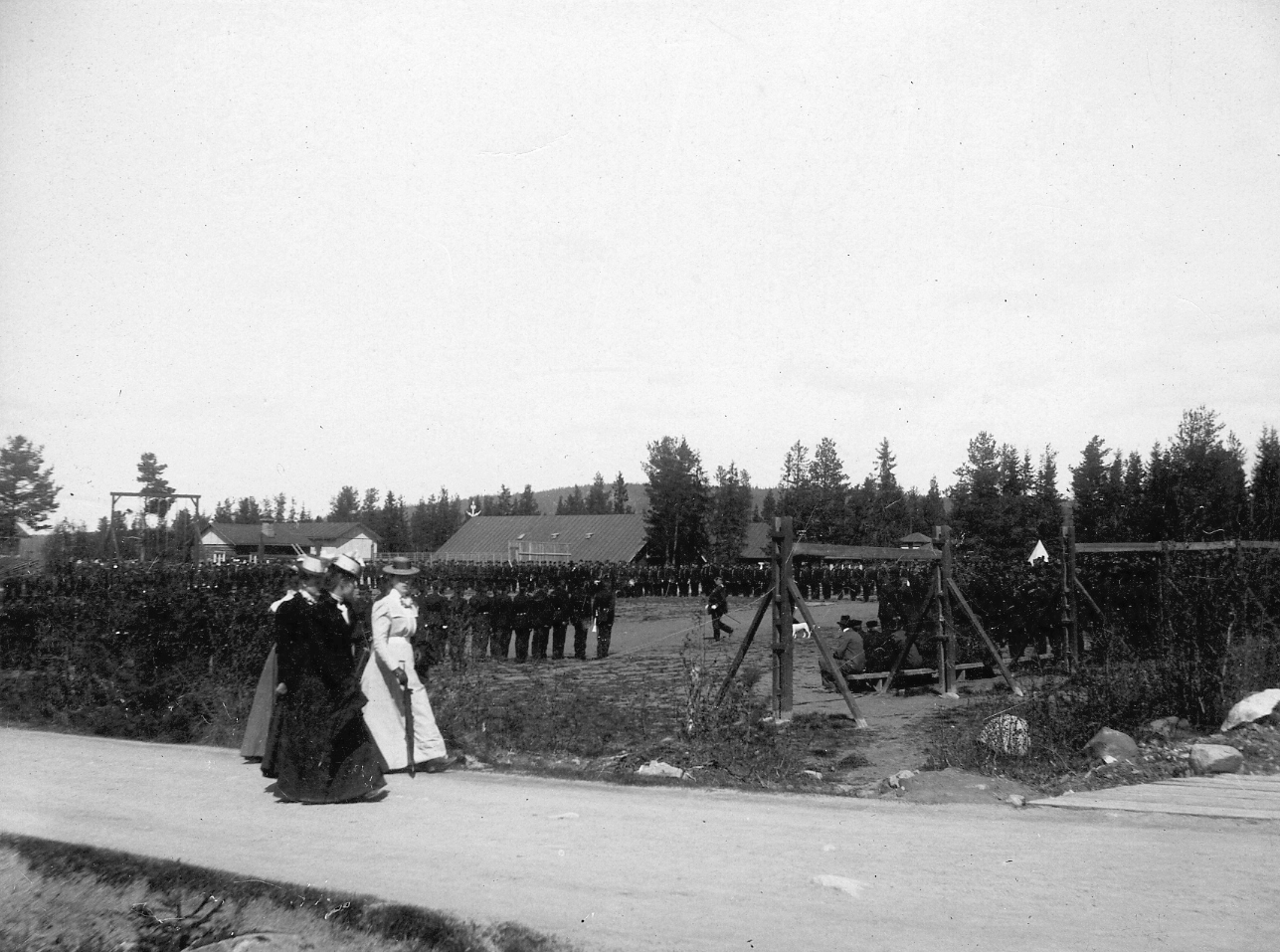
Soldater uppställda för gymnastik på kyrkoplan i Sollefteå läger.

Sollefteå läger i Sollefteå var åren 1899–1911 mötes- och lägerplats för Västernorrlands regemente. I april 1911 lämnade regementet lägret för att flytta in i sitt nyuppförda kasernetablissement i Sollefteå. Efter att regementet lämnade lägerplatsen förlades Intendenturkompaniet i Sollefteå till platsen. Under 1980-talet övertogs lägerplatsen av Sollefteå kommun.